# Грб Бурјатије
Грб Бурјатије је званични симбол једног од субјеката Руске федерације са статусом републике, Бурјатије. Грб је званично усвојен 20. априла 1995. године

## Опис грба
Грб Републике Буратије је хералдички штит традиционалног облика, на коме лежи круг од три боје (плава, бијела и жута боја националне заставе). На врху круга: златни сојомбо симбол - традиционални симбол вијечног живота (сунца, мјесеца, огња). У центру круга, исте ширине плаве и бијеле пруге хералдички су представљени таласи језера Бајкал у свијетло зеленој боји са тамно зеленој позадини врхова карактеристичног локалног пејзажа. Доњи дио круга кадрирано плавом траком „Хадак“ - симбол гостопримства народа Бурјата. Лента равномерно заузима обје стране у доњем дијелу круга окружујући грб.